# Кулькисон
Кулькисо́н (бур. Хүл(ь)хисөөн) — улус в Кижингинском районе Бурятии. Входит в сельское поселение  «Чесанский сомон».

## География
Улус находится в 26 км к северо-востоку от центра сельского поселения, улуса Загустай, в межгорной долине в южных отрогах Худанского хребта.

## Население
| 2002 | 2010 |
| ---- | ---- |
| 103  | ↘82  |